# غونزالو غوتيريز
إنريكي غونزالو غوتيريز توريس (بالإسبانية: Enrique Gonzalo Gutiérrez Torres)‏ المعروف باسم غونزالو غوتيريز ويلقب بماتراكا (أي حشرجة الموت) (ولد في 20 فبراير 1981) لاعب كرة قدم سابق من الأوروغواي. يعمل حالياً كمدرب مساعد في الريان. لعب غوتيريز أيضا في بطولة كوبا أمريكا تحت 20 سنة 2001 في الأوروغواي.
بدأ غوتيريز مسيرته الرياضية في دانوبيو في الأوروغواي. منذ ذلك الحين لعب كرة القدم المحترفة في جميع أنحاء العالم بما في ذلك دول مثل هندوراس وقطر.

## النشأة
ولد غوتيريز في ضاحية أيروس بوروس في مونتفيدو إلى أم ربة منزل وأب كان يعمل في مطبعة. كان لديه أخ واحد وأخت واحدة. تم تعميده كطفل صغير.
مثل معظم الأطفال في أوروجواي بدأ غوتيريز مسيرته الكروية في سن مبكرة للغاية. في سن الخامسة وبينما كان يلعب كرة القدم في حيه كان غوتيريز يستكشف من قبل ساغرادا فاميليا وهو ناد لكرة القدم أتيحت له فرصة اللعب من أجله. بعد ذلك لعب مع ماغوا حتى انتهى باللعب مع دانوبيو في الدرجة الأولى على الرغم من الاهتمام من النوادي الأخرى في ذلك الوقت. خلال هذه الفترة تحول إلى مهاجم.

## المسيرة الرياضية

### دانوبيو
لعب غوتيريز لأول مرة مع دانوبيو كلاعب احتياطي في تشكيلة تنافسية للغاية مع وجود خمسة مهاجمين أمامه. كان لديه خيار الذهاب إلى إيفرتون دي فينا ديل مار من تشيلي على سبيل الإعارة لكنه رفض. بدلا من ذلك كان لديه خيار للذهاب على سبيل الإعارة إلى راسينغ مونتيفيديو الذي أقنعه مدربه في ذلك الحين بيازا بأنه كان القرار الصحيح. تأثر غوتيريز أكثر بالفكرة حيث أنه سيكون قادراً في النهاية على اللعب لأول مرة في القسم الأول في أوروجواي.
بعد العودة إلى دانوبيو الذي كان الآن تحت قيادة غريغوريو بيريز حصل غوتيريز على فرصة اللعب كجزء من نظام دوران الفريق. بحلول نهاية الموسم كان بدأ في اللعب بشكل منتظم. بعد اندماجه بنجاح في الفريق حقق دانوبيو بطولة الدوري الممتاز في عام 2004 تحت قيادة مانويل كوسيان.

#### الإعارات

##### أوريينتي بيتروليرو
كان غوتيريز الذي لم يلعب الآن كالمعتاد بالنسبة لدانوبيو لديه الفرصة للحصول على إعارة إلى أورينتي بيتروليرو البوليفي. كانت هذه هي المرة الأولى التي يخرج فيها إلى الخارج على الرغم من أن فترة إعارته كانت غير ناجحة.

##### موتاغوا
مرة أخرى حصل على فرصة لإثبات نفسه في الخارج فقد تم إرسال غوتيريز على سبيل الإعارة إلى أحد أنجح الأندية في هندوراس موتاغوا. أظهر أداء جيد في الدوري الوطني.

### رينتيستاس
عند عودته إلى أوروجواي تم استبعاد غوتيريز عن تشكيلة دانوبيو بشكل لا يمكن تفسيره. من دون أي اتصال من مسؤولي النادي أُعلن أنه سيترك الفريق رغم أنه لعب للنادي لأكثر من عشر سنوات.
ثم تلقى عرضًا من أحد نوادي القاع في القسم الأول رينتيستاس.

### فينيكس
غوتيريز لعب لفينيكس في الدرجة الثانية من عام 2006 حتى عام 2007 وفي النهاية فاز بالدوري.

### المرخية
كانت المرة الأولى التي لعب فيها خارج الأمريكتين مع المرخية في دوري قطرغاز القطري. حقق نجاحًا كبيرًا مع المرخية حيث سجل 15 هدفاً في 19 مباراة ليحصل على أفضل هداف في دوري غازقطر أي تقريبا بمعدل هدف في كل مباراة.

### معيذر
بعد أن لعب موسمًا مع المرخية انتقل إلى ناد آخر في الدرجة الثانية وهو معيذر. وصف غوتيريز الحياة في قطر بأنها «مذهلة» مشيرا إلى أنها كانت هادئة جدا وآمنة. فاز مرة أخرى بأفضل هداف قبل العودة إلى أمريكا الجنوبية ليكون بالقرب من عائلته وأصدقائه.

### ديبورتيفو مالدونادو
رجع إلى أوروغواي للانضمام إلى ديبورتيفو مالدونادو الذي كان تحت قيادة خوليو ريباس. عمل ريباس كمرشد لغوتيريز وقدم له المشورة في العديد من جوانب اللعبة بما في ذلك التدريب.

### بيلا فيستا
انتقل غوتيريز إلى بيلا فيستا في أغسطس 2012.

## المسيرة التدريبية
في يوليو 2015 تم الإعلان عن تعيينه في منصب مساعد المدرب في الريان القطري.

## الإنجازات

### مع الأندية
- دانوبيو
  - الدرجة الممتازة (1): 2004
- فينيكس
  - الدرجة الثانية (1): 2007

### الشخصية
- المرخية
  - هداف دوري غازقطر (1): 2008
- معيذر
  - هداف دوري غازقطر (1): 2009